# Hostius Quadra
Hostius Quadra war ein römischer Sklavenhalter, der während der Herrschaft des Kaisers Augustus lebte. Er ist vor allem für seine sexuelle Ausschweifung bekannt, die von antiken Autoren wie Seneca beschrieben wurde. Quadra wurde von seinen eigenen Sklaven ermordet, angeblich aufgrund seiner sexuellen Praktiken.

## Leben und Hintergrund
Über das Leben von Hostius Quadra ist wenig bekannt. Er lebte während der Regierungszeit von Kaiser Augustus (27 v. Chr.–14 n. Chr.) und war für seinen exzessiven Lebensstil berüchtigt. Seine sexuellen Vorlieben und seine moralischen Verfehlungen wurden von Zeitgenossen dokumentiert.
Seneca berichtet, dass Augustus seinen gewaltsamen Tod durch seine Sklaven nicht bestrafte, da dieser als gerechtfertigt galt. Genauer schreibt Seneca in seinen Naturales quaestiones:
„Es gab einen Mann namens Hostius Quadra, dessen Obszönität als Vorbild für alle Schamlosigkeiten auf der Bühne diente. Er war reich und habgierig, ein wahrer Sklave seines Vermögens. Er wurde schließlich von seinen eigenen Sklaven ermordet, aber der verstorbene Kaiser Augustus betrachtete seine Ermordung nicht als bestrafungswürdig und erklärte praktisch, dass er zu Recht getötet worden sei. Dieser Mann kannte keine Unterscheidung zwischen den Geschlechtern in seiner Begierde. Er ließ Spiegel anfertigen, die Bilder in übertriebenen Größen wiedergaben, sodass Finger die Ausmaße von Armen hatten. Diese Spiegel ordnete er so an, dass er während seiner Handlungen alle Bewegungen seiner Partner sehen konnte und sich an der vergrößerten Darstellung erfreute.“

## Rezeption
Aufgrund der Prominenz von Seneca für die Geistesgeschichte wird Hostius Quadra auch später zuweilen erwähnt oder auf ihn angespielt. Der englische Gelehrte Robert Burton erwähnt Hostius Quadra in seinem Werk The Anatomy of Melancholy (1621):
„Ein gewisser Hostius ließ Spiegel anfertigen und ordnete sie so an, dass er beim Empfangen von Lustakten alle Bewegungen seines Partners im Spiegel beobachten konnte. Er erfreute sich an der verzerrten Größe der dargestellten Körperteile und am gleichzeitigen Verkehr mit Männern und Frauen – ein Verhalten, das abscheulich und verwerflich ist.“
Hostius mag auch in der Figur des Hosty in James Joyce’ Finnegans Wake anzitiert sein.